# Đồng Tiến, Phổ Yên
Đồng Tiến là một phường thuộc thành phố Phổ Yên, tỉnh Thái Nguyên, Việt Nam.

## Địa lý
Phường Đồng Tiến có vị trí địa lý:
- Phía đông giáp huyện Phú Bình và phường Tiên Phong
- Phía tây giáp phường Ba Hàng
- Phía nam giáp phường Tân Hương và phường Nam Tiến
- Phía bắc giáp phường Bãi Bông và phường Hồng Tiến.

Phường Đồng Tiến có diện tích 7,73 km², dân số năm 2021 là 52.727 người, mật độ dân số đạt 6.821 người/km².

## Lịch sử
Phường Đồng Tiến trước đây vốn là xã Đồng Tiến thuộc huyện Phổ Yên.
Ngày 9 tháng 9 năm 1972, một phần diện tích và dân số của xã Đồng Tiến (khu vực phố Ba Hàng) được tách ra để thành lập thị trấn Ba Hàng.
Ngày 15 tháng 5 năm 2015, Ủy ban Thường vụ Quốc hội ban hành Nghị quyết số 932/NQ-UBTVQH13. Theo đó:
- Chuyển huyện Phổ Yên thành thị xã Phổ Yên
- Điều chỉnh 261,38 ha diện tích tự nhiên và 2.478 người của xã Đồng Tiến về phường Ba Hàng mới thành lập
- Thành lập phường Đồng Tiến trên cơ sở toàn bộ 780,92 ha diện tích tự nhiên và 16.314 người còn lại của xã Đồng Tiến.

Đến năm 2019, phường Đồng Tiến được chia thành 17 tổ dân phố.
Ngày 11 tháng 12 năm 2019, sáp nhập hai tổ dân phố Vườn Dẫy và Tân Hoa thành tổ dân phố Thanh Trung, sáp nhập hai tổ dân phố Con Trê và Thái Bình thành tổ dân phố Thái Bình Con Trê, sáp nhập hai tổ dân phố Nam và Ấp Bắc thành tổ dân phố Bắc Nam, sáp nhập hai tổ dân phố Ga và Đại Cát thành tổ dân phố Đại Ga. Phường Đồng Tiến có 13 tổ dân phố như hiện nay.
Ngày 10 tháng 4 năm 2022, thành lập thành phố Phổ Yên trên cơ sở toàn bộ diện tích và dân số của thị xã Phổ Yên, phường Đồng Tiến trực thuộc thành phố Phổ Yên như hiện nay.

## Kinh tế - xã hội
Bệnh viện 91 - Quân khu 1 nằm trên địa bàn phường Đồng Tiến.